# マーテンズヴィル
マーテンズヴィル（英: Martensville）は、カナダ・サスカチュワン州中央部にある市。サスカトゥーンの北約８kmにあるベッドタウンである。

## 歴史
1939年、アイザック・マーテンズとデイブ・マーテンズはサスカトゥーンの北に土地を購入。彼らはその後、サスカトゥーンから引っ越したいと考える人々に3つの小さな区画を売却したことで、マーテンズビルというコミュニティが誕生した。サスカトゥーンで働く多くのメノナイトが、ヘイグ＝オスラー地域の大規模なメノナイト・コミュニティとのつながりを維持するためにここに住むようになった。
マーテンズビルは後に1966年に村として、3年後の1969年には町として認可された。1976年には上下水道が整備され、町は急速な成長を遂げた。
1992年に「マーテンズビルの悪夢」（Martensville satanic sex scandal）と呼ばれる連続儀式的児童虐待事件の舞台となった。
2009年、マーテンズビルは市として認可された。